# Xylosynth
Xylosynth ist ein digitales Schlaginstrument, das 1986 vom Engländer William Wernick erfunden wurde. Der Name setzt sich aus dem griechischen Wort xylos, „Holz“, das auch in „Xylophon“ vorkommt, und griechisch sunthetikós, daraus synthetisch, „zusammengesetzt, künstlich“, enthalten in „Synthesizer“, zusammen. Der Xylosynth ist ein optisch einem Xylophon ähnlicher Synthesizer. Er hat einen Tonumfang von 2 bis 5 Oktaven. Die Klangplatten haben im Gegensatz zum Xylophon alle die gleiche Abmessung. Das Instrument wird vornehmlich im Jazz eingesetzt, wo es als Ersatz für Vibraphon, Marimbaphon und Glockenspiel dient, oder in der Neuen Musik, wo es als außergewöhnliches Effektinstrument Verwendung findet. Der Xylosynth verfügt über ab Werk eingebaute Klänge, wird aber in der Praxis hauptsächlich mit externen Samplern oder Notebooks betrieben. Der Xylosynth hat keine eingebauten Lautsprecher, er muss mit einem externen Combo-Verstärker oder einer Endstufe als Soundquelle betrieben werden.

## Geschichte

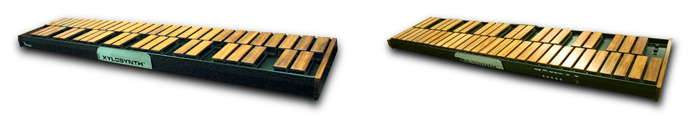
Xylosynth MK6

In den frühen 1980er Jahren gab es bei Schlagzeugern und Komponisten großes Interesse an einer Verbindung akustischer Stabspiele mit der modernen MIDI-Technik und den damit entstehenden Möglichkeiten. Der Engländer Gerry McCavana, ursprünglich Ingenieur für Messtechnik, kündigte seinen Job, um William Wernick bei der Entwicklung der Software und der Elektronik für den Xylosynth zu helfen. William Wernick hatte zu diesem Zeitpunkt das Grundkonzept des Xylosynths bereits entworfen. Der erste Xylosynth, das Modell MK1, kam durch die neu gegründete Firma Wernick Musical Instruments Limited in Kleinstauflage im Jahr 1986 auf den Markt. Es folgten in der Weiterentwicklung die Modelle MK2 bis MK5, wobei sich das anfangs sehr große Volumen der Instrumente durch stete Überarbeitung der elektronischen Bauteile weiter reduzierte. Im Jahr 2004 brachte Wernick den Xylosynth XS6 mit einem deutlich flacheren Gehäuse und verbesserten Sensoren heraus. Das im März 2017 erschienene Modell XS7 stellt in Bezug auf die Hardware und Software die ausgereifte Endfassung dar und er wird nun erstmals in zwei Varianten hergestellt, Standard und Special Edition. Der Unterschied liegt hauptsächlich in der Speicherkapazität.

## Bekannte Xylosynth-Spieler
David Friedman, Safri Duo, Orphy Robinson, Anthony Kerr, Manu Delago, Thomas Preissler, Stage Entertainment, Izabella Effenberg, Berliner Philharmoniker.